# Kleaceanovo, Muncaci
Kleaceanovo (în ucraineană Клячаново) este un sat în comuna Ivanivți din raionul Muncaci, regiunea Transcarpatia, Ucraina.

## Demografie
Componența lingvistică a localității Kleaceanovo
     Ucraineană (99,11%)
     Alte limbi (0,72%)
Conform recensământului din 2001, majoritatea populației localității Kleaceanovo era vorbitoare de ucraineană (99,11%), existând în minoritate și vorbitori de alte limbi.